# Бюллё, Клоэ
Клоэ́ Бюллё (фр. Chloé Bulleux, род. 18 ноября 1991 года в Анси) — французская гандболистка, правый крайний клуба «Тулон» и сборной Франции. Серебряный призёр летних Олимпийских игр 2016 года.

## Карьера

### Клубная
В 2008—2013 годах Бюллё выступала за клуб «Серкль» из Нима, с которым выиграла Кубок вызова ЕГФ в 2009 году. Летом 2013 года перешла в «Мец», с которым в 2014 году выиграла чемпионат и Кубок Лиги. В сентябре 2014 года подписана командой «Мио Бигано» из Бегля, в сезоне 2014/2015 выиграла Кубок вызова ЕГФ и стала лучшим бомбардиром турнира с 58 голами. В ноябре 2015 года вернулась в «Серкль», с лета 2016 года играет в чемпионате Венгрии за «Шиофок».

### В сборной
В сборной Клоэ сыграла 10 игр и забила 20 голов. Дебютировала 19 марта 2015 года в Дижоне в матче против Дании. Играла на чемпионате мира 2015 года в Дании. Выступала на Олимпийских играх в Рио-де-Жанейро, где завоевала серебряную медаль. По ходу турнира получила травму и была в экстренном порядке заменена Тамарой Горачек.

## Награды и звания
30 ноября 2016 года было присвоено звание кавалера ордена «За заслуги».